# China Molybdenum
China Molybdenum Company Limited (洛阳栾川钼业) is een Chinees staatsbedrijf, de grootste producent van molybdeen in China, en een van de grootste vijf ter wereld. Ook in de productie van wolfraam, kobalt, koper en niobium staat de onderneming bovenaan de wereldranglijst.
China Molybdenum is een naamloze vennootschap, genoteerd op de beurzen van Hong Kong en de Shanghai Stock Exchange. Het hoofdkwartier is gevestigd in Luanchuan County, Luoyang, provincie Henan.
China Molybdenum is sedert einde 2016 hoofdeigenaar van de Tenke Fungurume-mijn in de Democratische Republiek Congo, na overname van de meerderheidsparticipatie van het Amerikaanse Freeport-McMoRan.
Voor China past de aankoop in een wereldwijde strategie om de Chinese industrie van grondstoffen te voorzien.